# Lenka (zangeres)

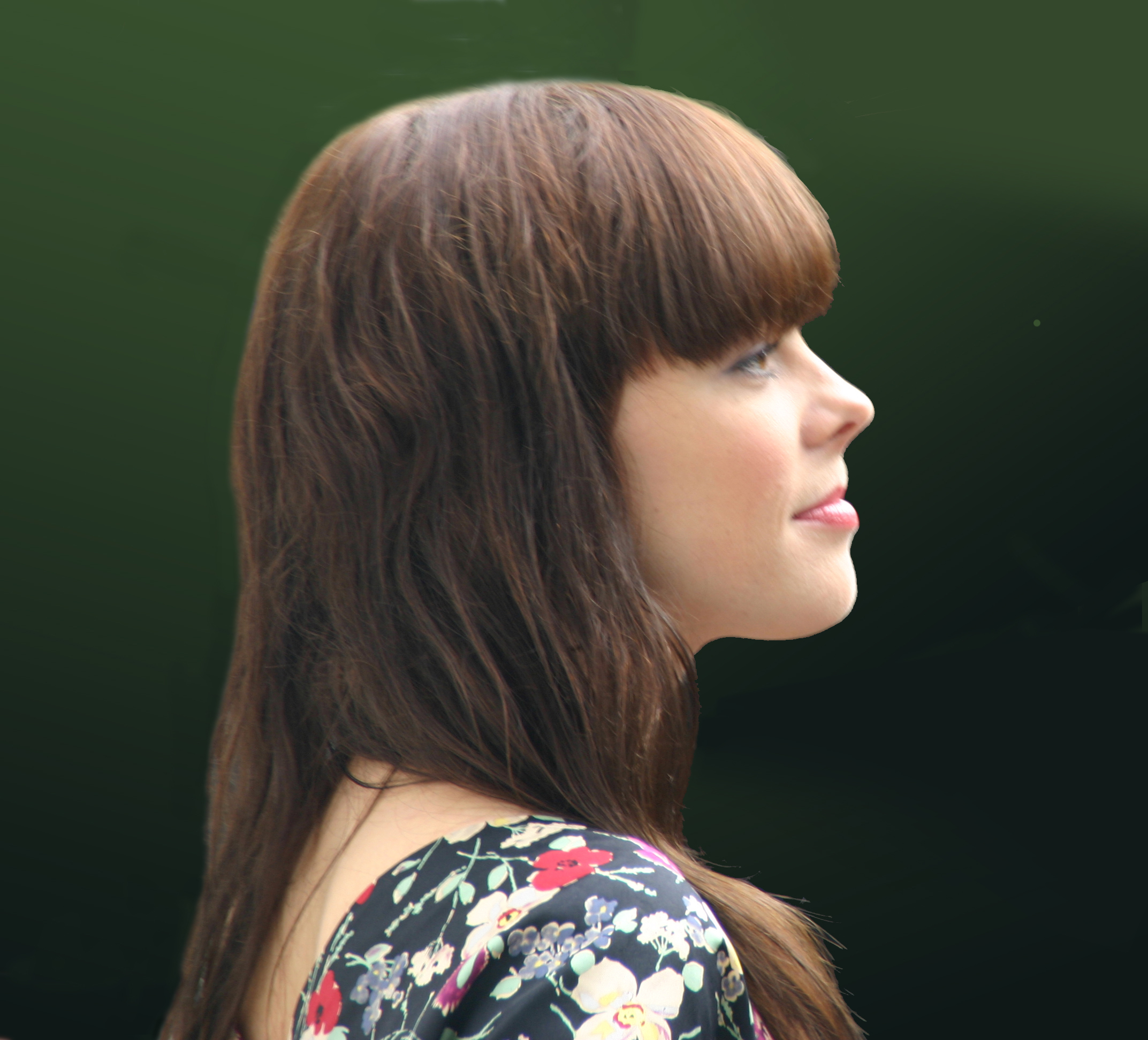
Lenka in 2009

Lenka Kripac, beter bekend als Lenka (Bega, 19 maart 1978) is een Australische popzangeres-songwriter en actrice. Ze werd bekend door haar single 'Everything At Once', die werd gebruikt in de commercial van Windows 8.

## Biografie
Lenka is de dochter van een Tsjechische muzikant en Australische docente. Ze werd geboren en groeide op in de staat New South Wales. Toen Lenka 7 jaar oud was, verhuisde het gezin naar Sydney, waar zij later ging studeren en een muziekopleiding volgde.
Op 24 september 2008 bracht ze haar debuutalbum "Lenka" uit, met "The Show" (geproduceerd door Stuart Brawley) als eerste single.

## Discografie

### Albums
| Album met eventuele hitnotering(en) in de Nederlandse Album Top 100 | Datum van verschijnen | Datum van binnenkomst | Hoogste positie | Aantal weken | Opmerkingen |
| ------------------------------------------------------------------- | --------------------- | --------------------- | --------------- | ------------ | ----------- |
| Lenka                                                               | 07-08-2009            | -                     |                 |              |             |
| Two                                                                 | 15-04-2011            | -                     |                 |              |             |
| Shadows                                                             | 02-06-2013            | -                     |                 |              |             |
| The Bright Side                                                     | 2015                  | -                     |                 |              |             |
| Attune                                                              | 2017                  | -                     |                 |              |             |
| Recover                                                             | 2020                  | -                     |                 |              |             |
| Discover                                                            | 2020                  | -                     |                 |              |             |

| Single met hitnotering(en) in de Vlaamse Ultratop 50 | Datum van verschijnen | Datum van binnenkomst | Hoogste positie | Aantal weken | Opmerkingen |
| ---------------------------------------------------- | --------------------- | --------------------- | --------------- | ------------ | ----------- |
| Two                                                  | 2012                  | 15-12-2012            | 134             | 2            |             |

### Singles
| Single met eventuele hitnotering(en) in de Nederlandse Top 40 | Datum van verschijnen | Datum van binnenkomst | Hoogste positie | Aantal weken | Opmerkingen                 |
| ------------------------------------------------------------- | --------------------- | --------------------- | --------------- | ------------ | --------------------------- |
| Everything at Once                                            | 05-11-2012            | 17-11-2012            | tip5            | -            | Nr. 27 in de Single Top 100 |

| Single met hitnotering(en) in de Vlaamse Ultratop 50 | Datum van verschijnen | Datum van binnenkomst | Hoogste positie | Aantal weken | Opmerkingen                 |
| ---------------------------------------------------- | --------------------- | --------------------- | --------------- | ------------ | --------------------------- |
| The Show                                             | 2009                  | 20-06-2009            | tip4            | -            | Nr. 19 in de Radio 2 Top 30 |
| Trouble Is a Friend                                  | 2009                  | -                     |                 |              | Nr. 6 in de Radio 2 Top 30  |
| Heart Skips a Beat                                   | 2011                  | 09-04-2011            | tip3            | -            | Nr. 11 in de Radio 2 Top 30 |
| Everything at Once                                   | 2012                  | 01-12-2012            | 8               | 13           | Nr. 8 in de Radio 2 Top 30  |